# A.D. Winans
Allan Davis Winans, noto come A.D. Winans (San Francisco, 12 gennaio 1936), è un poeta, saggista e scrittore di racconti statunitense.
Trasferitosi a North Beach nel 1958, aderì al movimento della Beat Generation, stringendo amicizia con Bob Kaufman, Jack Micheline e Charles Bukowski.
Nel 1959, insieme a poeti come Allen Ginsberg, John Kelly, Bob Kaufman e William Margolis Winans fu uno dei fondatori della rivista letteraria Beatitude
Nel 1962 si laureò alla San Francisco State University.
Ha scritto 30 raccolte di poesia e tre libri in prosa; le sue poesie, i suoi racconti e le sue recensioni letteraria sono state pubblicate su più di 500 riviste.